# Lettere (Schnitzler)
Le Lettere (Briefe) di Arthur Schnitzler coprono il periodo dal 1875 al 1931.
Raccolte e pubblicate a cura di Therese Nickl e Heinrich Schnitzler in due volumi, stampati nel 1981 e nel 1984 da Fischer Verlag. In italiano, le lettere sono raccolte, a cura di Giuseppe Farese, in Diari e lettere (Feltrinelli, 2006).
In italiano sono state pubblicate anche tre antologie di corrispondenza tra lo scrittore e Hedy Kempny (La ragazza dalle tredici anime, a cura di Margherita Belardetti Feltrinelli, 1987), Theodor Reik (Sulla psicoanalisi, con in appendice le lettere di Sigmund Freud a Schnitzler, a cura di Luigi Reitani, Arnoldo Mondadori Editore, 1990) e Olga Waissnix (La passione e la rinuncia. Lettere 1886-1897, a cura di Giovanni Tateo, prefazione di Giuseppe Farese, Rosellina Archinto Editore, 1992).
La prima lettera, datata 10 aprile 1875, quando l'autore aveva solo 13 anni, è diretta al padre Johann, medico laringoiatra assai famoso e professore universitario, che avrebbe desiderato che il figlio seguisse la sua strada. In effetti Arthur Schnitzler divenne medico, ma solo per compiacere al padre. Lasciò infatti la professione dopo la morte del padre per dedicarsi alla sua vera passione: la scrittura.
L'ultima lettera (una cartolina postale) è del 10 ottobre 1931 ed è diretta al figlio Henrich, undici giorni prima della morte.
Scrittore di lettere assai prolifico, intrattenne rapporti epistolari oltre che con familiari ed amici anche, e soprattutto, con persone autorevoli del suo tempo quali: Thomas Mann, Alma Mahler, Zweig, Werfel, Herzl Hauptmann. Questi scambi epistolari ci trasportano nel mezzo della vita politica e sociale della Vienna e quindi dell'Austria dell'epoca e sono una fonte per comprendere e penetrare nei grandi problemi dell'epoca.
Ma un discorso a parte e molto più ampio merita il suo epistolario con Olga Waissinix, moglie di un noto albergatore dell'epoca.
Durante un casuale soggiorno a Merano nell'aprile del 1886 avviene l'incontro con Olga e sboccia in Arthur Schnitzler una passione ardente per questa donna di provincia ormai rassegnata da un matrimonio di pura convenienza, al grigiore della vita di provincia.
Ma fu un rapporto assolutamente "casto". Olga, volendo reprimere i suoi sentimenti, evita accuratamente gli incontri ed offre soltanto un'amicizia.
Lo scambio di lettere è molto intenso, ed i due si scambiano e si raccontano i drammi della loro vita pervasa da elementi contraddittori, oscillante com'è tra pensiero positivo e pessimismo.
Questo rapporto, interrotto da rari ed innocenti incontri avversati dal gelosissimo marito di Olga, non è sufficiente per Arthur che inizia altre avventure. Siamo nel 1887 ed Olga, intuisce l'infedeltà dell'amato e cade in una profonda disperazione che sfocia in una malattia inguaribile che la porta alla morte nel 1897.
In sostanza Olga per Arthur fu un'avventura mentre Arthur per Olga fu l'unica avventura. Esemplare e chiarificatrice è una lettera di Olga del 18 gennaio 1891: ho gettato via cinque anni della mia vita, i più belli, i migliori e non so per che cosa.
D'altra parte Arthur riconoscendo il livello intellettuale di Olga, prosegue nella corrispondenza e fa leggere ad Olga i manoscritti delle sue opere giovanili, ne accetta i consigli e le critiche, e discute con lei di problemi ed autori del suo tempo.
Per concludere, un cameratismo culturale fortemente sbilanciato dall'egoismo e dall'egocentrismo di Arthur.

## Edizioni
- Arthur Schnitzler, Diari e lettere, traduzione di Giuseppe Farese, collana le Comete, Feltrinelli, 2006,  p. 572, ISBN 88-07-53016-3.